# Hans-Joachim Newiger
Hans-Joachim Newiger (* 1. April 1925 in Königsberg; † 26. Dezember 2011 in Bielefeld) war ein deutscher Klassischer Philologe. Er war ab 1969 ordentlicher Professor an der TU Berlin und ab 1971 an der Universität Konstanz.

## Leben
Newiger, geboren in Preußen als Sohn von Charlotte Newiger, geborene Dunkel, und des Landwirts Hermann Newiger, wurde am 21. Dezember 1953 an der Christian-Albrechts-Universität zu Kiel mit der Dissertation Metaphern und Chorpersonifikationen bei Aristophanes zum Doktor der Philosophie promoviert, die 1957 in erweiterter Form unter dem Titel Metapher und Allegorie. Studien zu Aristophanes erschien. Seine Lehrtätigkeit begann er 1954 an der Universität Kiel und ab 1954 an der Universität Hamburg. 1955/1956 erhielt er das Reisestipendium des Deutschen Archäologischen Instituts für Griechenland und Italien. 1957 war er Lektor der Universität Kiel. Seine Habilitation erfolgte am 14. Februar 1968 an der Universität Kiel bei Hans Diller und Walter Bröcker mit einer Studie zur Schrift des Gorgias über das Nicht-Seiende. Danach war er als Lehrstuhlvertreter an der Universität Berlin tätig. 1969 bis 1971 war er ordentlicher Professor für Klassische Philologie an der TU Berlin. 1971 wurde auf den Lehrstuhl für Gräzistik an der neugegründeten Universität Konstanz berufen, den er bis zu seiner Emeritierung 1992 innehatte. Ab 1956 verfasste er zahlreiche Beiträge zu Fachzeitschriften und Sammelwerken. Er lebte in Konstanz und verbrachte seinen Ruhestand in Bielefeld.
Newiger war einer der führenden Aristophanes-Experten. Er war ab 1970 korrespondierendes Mitglied des Deutschen Archäologischen Instituts und ab 1973 der Griechischen Humanistischen Gesellschaft zu Athen.
Hans-Joachim Newiger war evangelisch, ab 1955 mit Hanna Marie Newiger, geborene Stüßel, verheiratet, hatte zwei Kinder (Corinna und Nicolaus) und starb am 26. Dezember 2011 im Alter von 86 Jahren in Bielefeld.

## Veröffentlichungen (Auswahl)
- Volbehr-Weyl-Bülck-Newiger, Professoren und Dozenten der Christian-Albrechts-Universität zu Kiel. 1956.
- Metapher und Allegorie. Studien zu Aristophanes (= Zetemata. Heft 16). C. H. Beck, München 1957.
- Untersuchungen zu Gorgias’ Schrift Über das Nichtseiende. Walter de Gruyter, Berlin 1973, ISBN 3-11-003432-8.
- als Hrsg.: Antike Komödien: Aristophanes. 1968; 2. Auflage 1976.
- als Hrsg. mit Hans Seyffert: Hans Diller, Kleine Schriften zur antiken Literatur. 1971, ISBN 3-406-03356-3
- als Hrsg.: Aristophanes und die Alte Komödie (= Wege der Forschung. Band 265). Wissenschaftliche Buchgesellschaft, Darmstadt 1975, ISBN 3-534-04917-9.
- als Hrsg.: Aristophanes, Sämtliche Komödien. 1976; 2. Auflage 1980.
- Drama und Theater. Ausgewählte Schriften zum griechischen Drama. Hrsg. von Michael Erler, Martin Hose und Bernhard Zimmermann (= Drama. Beiheft 2). M und P, Stuttgart 1996, ISBN 3-476-45135-6.